# Esmeril (artillería)

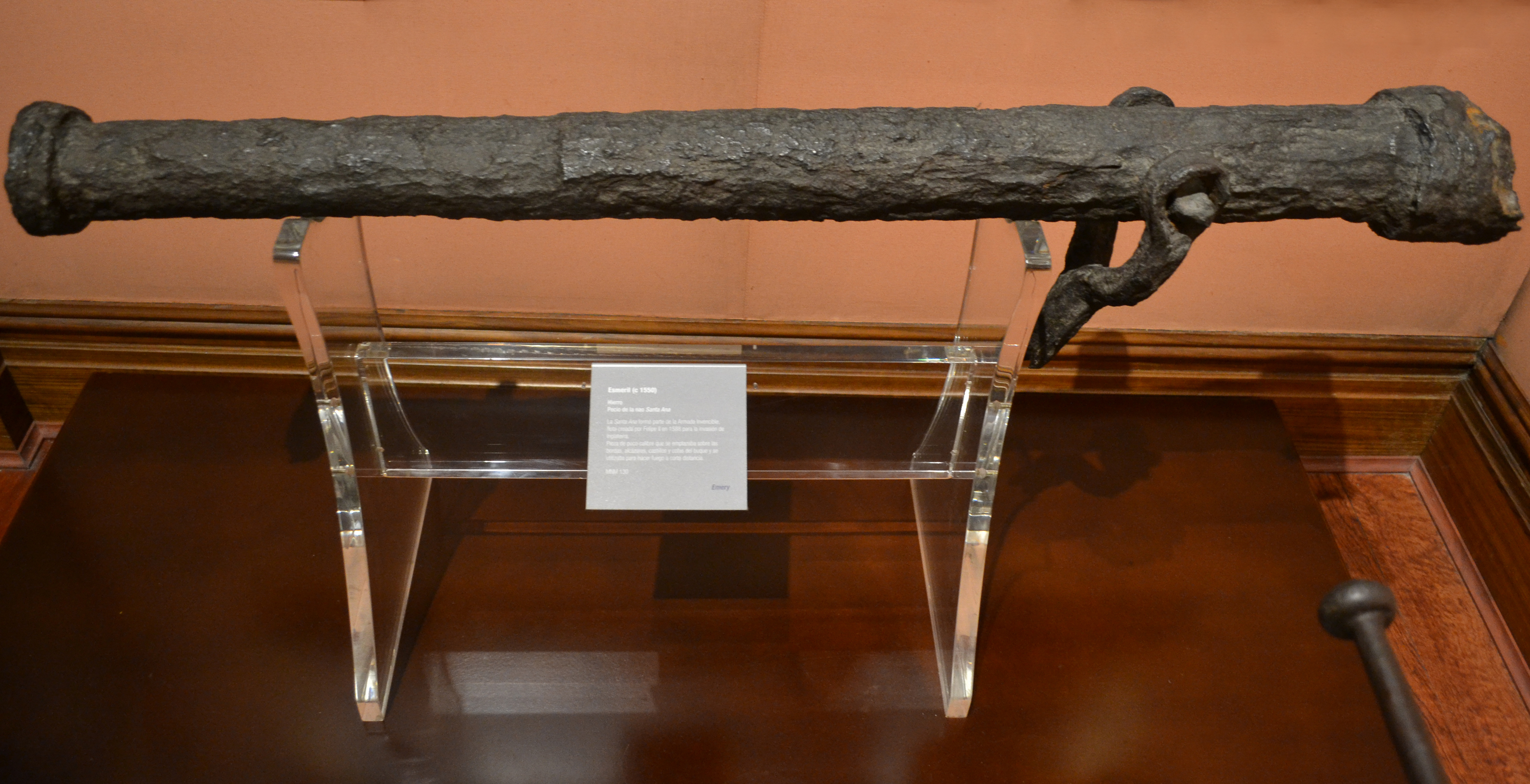
Esmeril de hierro de la nao Santa Ana. Circa 1550. Museo Naval de Madrid.

El esmeril era una pieza de artillería de pequeño calibre existente durante los siglos XVI-XVIII. Era de dimensiones algo más pequeñas que el falconete y su característica principal era que la munición se cargaba por la parte trasera en lugar de por la frontal (retrocarga). Se utilizó principalmente en navíos de guerra, como el español Santísima Trinidad (1769-1805).